# صحار
 شهرستان صُحار  (به عربی: ولایة صُحار) یکی از شهرستان‌های استان باطنه شمالی در منطقهٔ باطنه در کشور پادشاهی عمان است.
این شهر یکی از مراکز مهم منطقهٔ باطنه است و در ۲۴۰ کیلومتری شمال شهر مسقط، پایتخت عمان، واقع شده‌است. جمعیت این شهر ۱۰۴٬۳۱۲ نفر است.
شهر صُحار در دوران قدیم از مهم‌ترین مناطق تولید مس و صادرات آن بوده‌است.
صُحار زمانی یکی از بزرگ‌ترین بنادر تجارتی منطقه به‌شمار می‌آمد، تا جایی که با دو بندر بزرگ آن دوران، سیراف و بصره، رقابت داشته‌است.
این شهر قبل از اسلام و در دوران حکومت پادشاهان جیفر و عبد، دو پسران آل جلندی، پایتخت عمان بوده‌است. بعد از اسلام، صُحار مرتبهٔ پایتختیِ کشور را از دست داد، اما به‌عنوان بزرگ‌ترین بندر تجارتی باقی ماند.
امروزه صُحار، شهری آباد و پررونق است.

## جمعیت
جمعیت آن در حدود ۱۰۴٬۳۱۲ نفر است.

## پیشهٔ مردم صُحار
پیشه مردم صُحار ماهی‌گیری، کشاورزی و تجارت است. از مهمترین ره‌آوردهای این شهرستان، «حلوای عمان» (مسقطی)، و از مهمترین صنعت‌های آن، آهنگری و نقره‌سازی است. باضافه دستبافی منسوجات نخل خرما و دامداری در بعضی از مناطق این شهرستان.

## آثار تاریخی

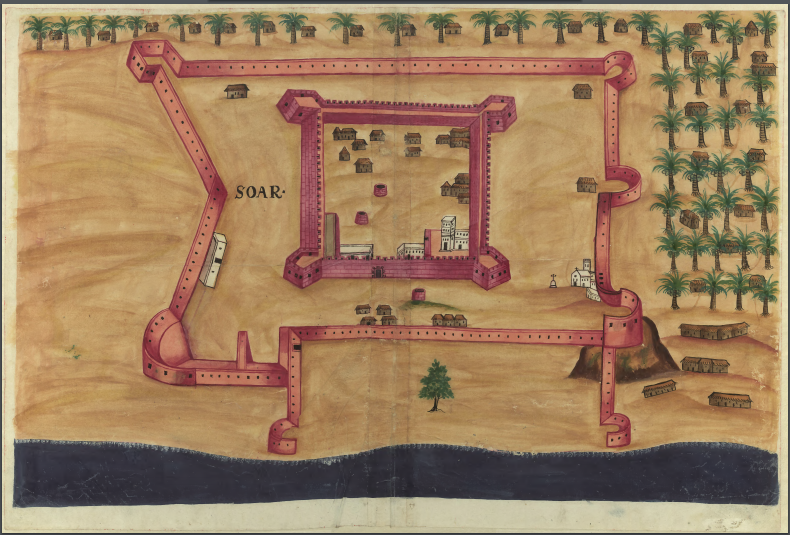
دژ پرتغالی صحار (Soar) متعلق به قرن ۱۶ میلادی، در طرحی از کتاب دژها مربوط به قرن ۱۷ میلادی.

در صُحار آثار باستانی گوناگونی وجود دارد. بارزترین آثار این شهرستان «قلعهٔ صحار» است، این قلعه از لحاظ حفظ امنیت در دوران گذشته در باطنه، یکی از مهم‌ترین قلعه‌های منطقهٔ باطنه‌است. تاریخ بنای این قلعه به دوران اواخر قرن سیزدهم و اوایل
قرن چهاردهم میلادی می‌رسد. این قلعه در سال ۱۹۸۰ میلادی بازسازی شده‌است. قلعهٔ مذکور در سمت جنوبیِ شهر واقع شده‌است و «امراء هرمز» در دوران حکومت پادشاهان بنی نبهان آن را بنیان نهاده‌اند. در درون این قلعه تونلی به طول ۱۰ کیلومتر وجود دارد و به شهرستان بریمی منتهی می‌شود. چند حلقه چاه آب شیرین در درون قلعه وجود دارد.
در طبقهٔ پایینیِ قلعه قبری وجود دارد که به «قبر ثوینی بن سعید بن سلطان» مشهور است. همچنین چند دروازهٔ بزرگ و کوچک در صُحار وجود دارد که آب آنها از وسط شهرستان می‌گذرد. مشهورترین آنها «وادی حیبی»، «وادی عاهن» و «وادی الجزی» است.
در صُحار جاهای گردشگری و اماکن تفریح و چند هتل ممتاز و استراحتگاه وجود دارد.

## فهرست منابع و مآخذ
- سلطنة عمان، مسقط: وزارة الإعلام، ۱۹۹۲ میلادی تاریخ وارد شده در |سال= را بررسی کنید (کمک)
- السلطان: قابوس، البوسعید، موسوعة دلیل الأعلام: مسقط، چاپ اول، سال ۱۹۹۸ میلادی (به عربی).
- دکتر: القاسمی، سلطان، بن محمد، تقسیم الإمبراطوریة العُمانیة، چاپ دوم، مطابع البیان التجاریة دبی: ۱۹۸۹ میلادی.
- عمان فی عام ۱۹۸۶ (عام الحصاد و التُّراث) إصدار وزارة الإعلام، دارالعرب للطّباعة و النّشر و التّوزیع، ۱۹۸۶ میلادی.
- لفتنانت کونیل، سیر آرنولد ویلسون، تاریخ عمان و الخلیج، ۱۹۸۸ میلادی.
- دکتر: ادوارد، هندرسون، ذکریات عن دولة الإمارات و سلطنة عمان، چاپ موتیف ایت للنّشر، مطبعة راشد، عَجمان، ۱۹۸۸ میلادی.